# توماس برنهارد
توماس برنهارد (بالألمانية: Thomas Bernhard) أديب نمساوي من أصل هولندي ولد في هولندا عام 1931 وتوفي في النمسا عام 1989. كتب روايات ومسرحيات عديدة تأثرت بتجربته القاسية لإصابته بالسل وهو لم يزل في التاسعة من عمره. يعتبر كاتب متشائم .يعد من أهم أدباء اللغة الألمانية في النصف الثاني من القرن العشرين. حاز على جوائز عديدة ورفض جوائز عديدة أيضًا. تُرجِمَت له بعض الأعمال إلى العربية منها صداقة مع ابن شقيق فيتغنشتاين.

## روابط خارجية
- توماس برنهارد على موقع IMDb (الإنجليزية)
- توماس برنهارد على موقع الموسوعة البريطانية (الإنجليزية)
- توماس برنهارد على موقع مونزينجر (الألمانية)
- توماس برنهارد على موقع ميوزك برينز (الإنجليزية)
- توماس برنهارد على موقع ديسكوغز (الإنجليزية)
- توماس برنهارد على موقع قاعدة بيانات الفيلم (الإنجليزية)